# 독립관

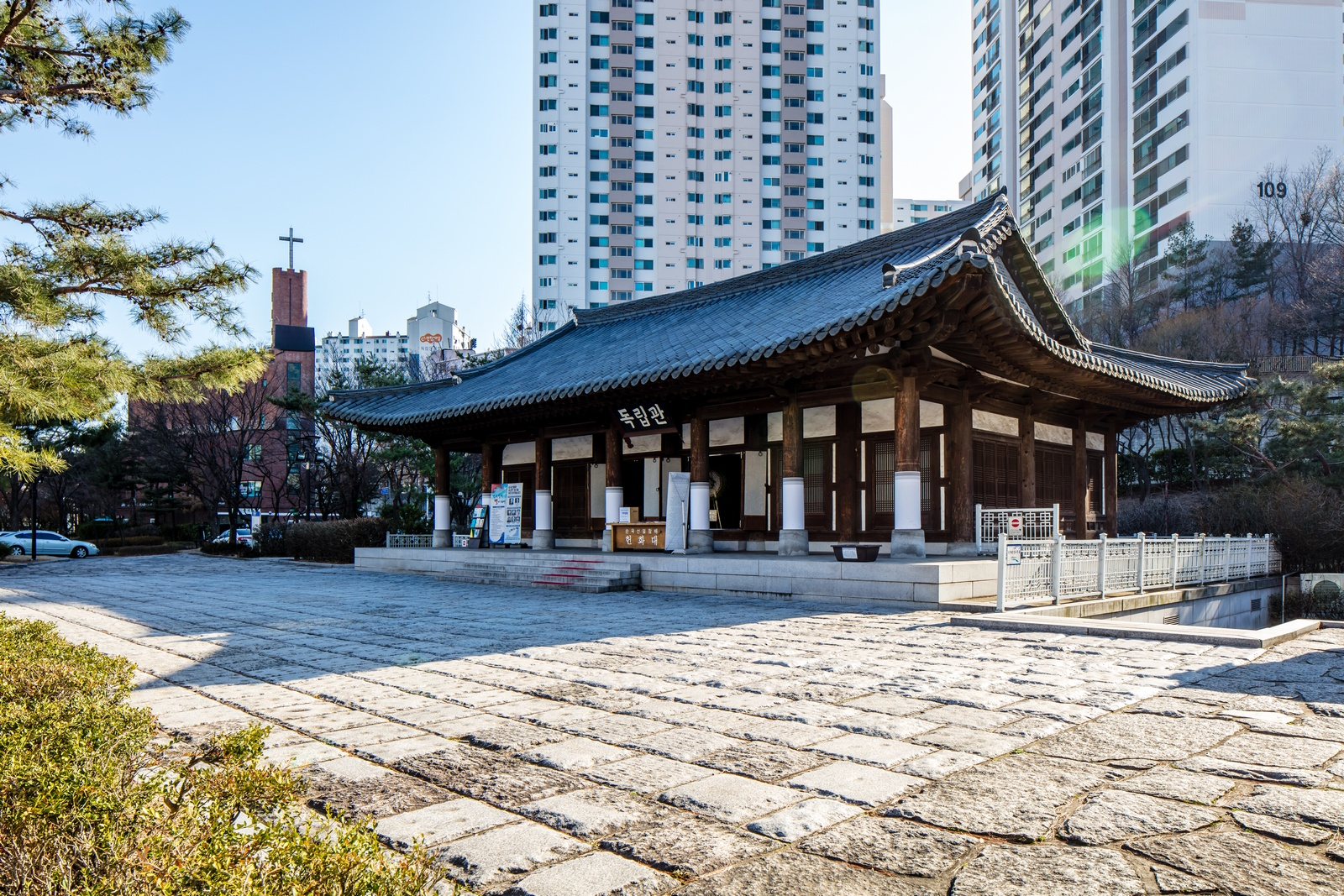
2020년의 모습 (서울연구원 촬영)

독립관(獨立館)은 대한제국기 독립협회의 사무실로 사용되던 건물이다. 1890년대에 서재필이 영은문과 모화관을 헐고 그 자리에 독립문과 함께 지어야 한다고 주장함에 따라, 1897년 1407년에 모화루(慕華樓)로 지어졌던 모화관(慕華館)을 개수하여 지었다. 이 때 2,000원의 경비를 소모하여 5월 23일에 완공하였다. 당시 황태자였던 순종이 한글로 현판을 짓고, 매주 일요일 오후 3시에 독립협회 회원들이 독립관에서 강연회를 갖기로 계획하였다.
한일합병 이후 독립문상업학교, 보명학고, 경성실업전수학교의 건물로 이용되었다. 이후 철거되었다가 1995년 12월 28일에서 1996년 12월 31일까지 서울특별시에서 재건하였다. 현재 순국선열들의 위패 봉안 및 전시실로 사용중이다.

## 참고 문헌
- 이 문서에는 서울연구원에서 공공누리 제1유형으로 배포된 자료를 바탕으로 한 내용이 포함되어 있습니다.